# هال غريغز (لاعب كرة قاعدة)
هال غريغز (بالإنجليزية: Hal Griggs)‏ هو لاعب كرة قاعدة أمريكي، ولد في 24 أغسطس 1928 في Shannon, Georgia ‏ في الولايات المتحدة، وتوفي في 10 مايو 2005 في توسان في الولايات المتحدة.